# Le voyage à travers l'impossible
Le voyage à travers l'impossible is een Franse stomme film uit 1904. De film werd geregisseerd door Georges Méliès.
De film is losjes gebaseerd op het gelijknamige toneelstuk (Nederlands: De reis door het onmogelijke) uit 1882 van Jules Verne. De film vertelt het verhaal van een expeditie van wetenschappers die naar de zon willen reizen. 
Met zijn 24 minuten was de film op dat moment een van de langste films gerealiseerd door Méliès. De film is in dezelfde stijl gemaakt als zijn vorige succesfilm Le voyage dans la lune uit 1902.

## Rolverdeling
| Acteur          | Personage         |
| --------------- | ----------------- |
| Georges Méliès  | Mabouloff         |
| Fernande Albany | Madame Latrouille |
| May de Lavergne | verpleegster      |
| Jehanne d'Alcy  | inwoner           |